# 環海豹
環海豹（學名：Histriophoca fasciata），又稱帶紋海豹，是海豹科環海豹屬的唯一一個種，出沒於北極地區。

## 外觀
成年的環海豹有黑色的皮膚，上有四個白斑紋：一條白條繞著頸部，一條繞著尾部，其身軀左右兩邊各有一條白條，由前鰭作起點，在身軀兩側繞一個大圈子。雄體身上黑白分明顯著，而雌體就相對地沒那麼明顯的對比。新生的環海豹身上是白色的乳毛。換毛以後，牠們的背部轉為藍灰色，腹部則帶有銀色光澤；假以時日，黑者更黑，白者更白，而那些白色的斑紋只會在四歲以後才開始明顯起來。
環海豹有一個很大的氣囊，與氣管連接著，在其身軀的右側。雄體的氣囊較雌性的大，科學家認為牠們的氣囊是用來在海底發聲（Animal communication）的，也許用來吸引異性進行交配。

## 棲息地
環海豹出沒於北極地區的太平洋部分。在春季和冬季期間，牠們會上浮冰上進行繁殖、換毛及生育。在這期間，牠們會在白令海和鄂霍次克海的冰崖（ice front）上出現。。在夏季和秋季間，環海豹居於公海，但還是有一些環海豹會隨著浮冰的融化而北遷。人類對牠們此時的棲息地的認知甚少，因為牠們此時實在距陸地，甚至是距人類觀測到的範圍太遠了。環海豹通常都不會上岸的。

## 行為

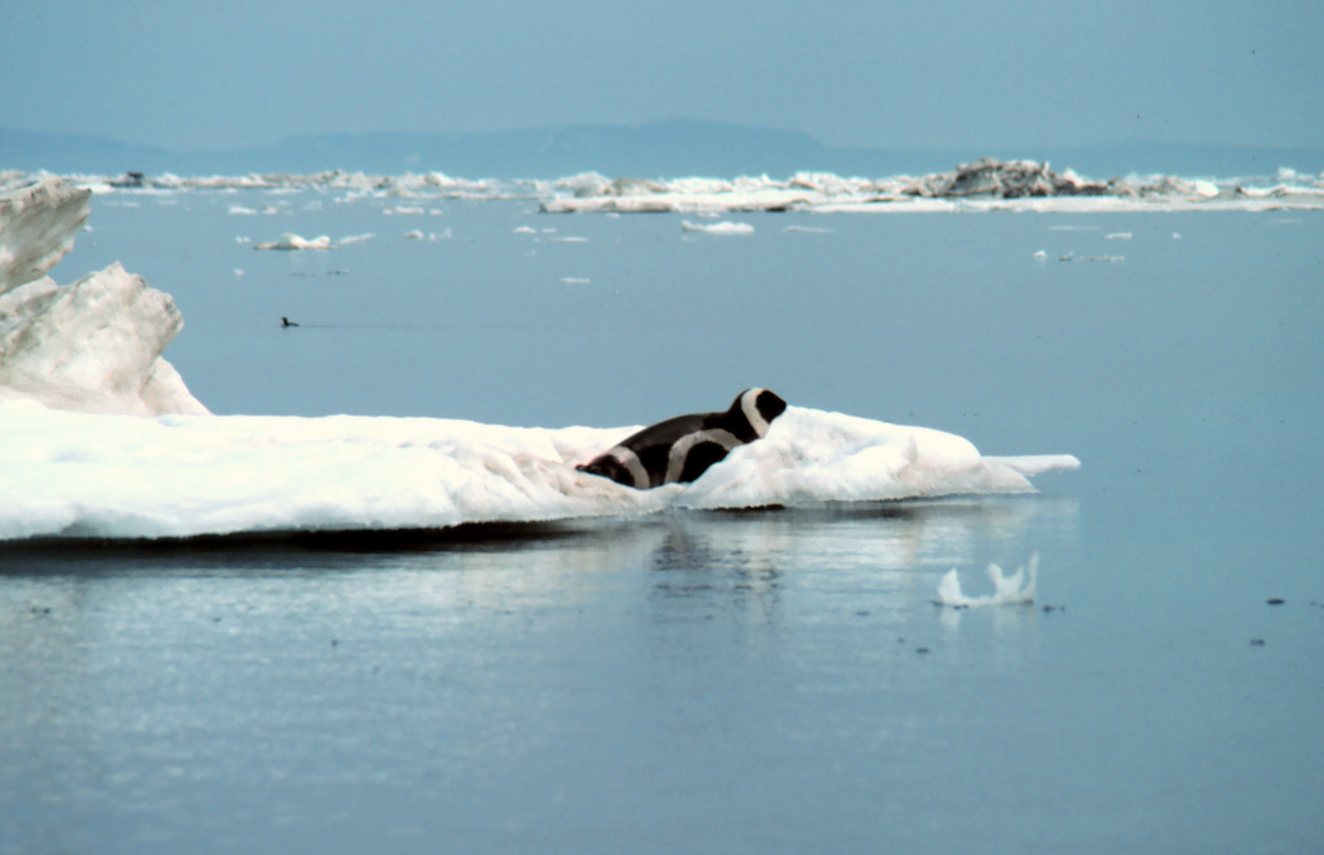
環海豹

環海豹的食物大多是一些遠洋的生物：綠鱈（pollock）、淡水鱈（eelpout）、北極鱈魚（arctic cod），以及頭足綱動物如烏賊或章魚等；年輕的環海豹也會吃甲殼亞門的動物。環海豹攝食時，會潛至海底達200米之深，以尋找捕獵的對象。環海豹可說是個獨行俠，因為牠們從來也不會結成群行動的。成年的環海豹不論雌雄一般長約1.6米（即5呎），平均重70到80公斤（最多可重達148公斤）。剛出生的幼環海豹重約9到10公斤，長80至90公分。幼海豹出生後首年的自然夭折率約為百分之四十四。雌性的環海豹在2至5歲開始成熟，而雄體則在3至6歲時開始成熟，其壽命一般有20到25歲。在4月下旬到5月上旬時，環海豹會開始進行交配。幼海豹會在4月到5月期間出生。牠們跟隨母親約四個星期，靠吃母親的乳汁維生。四個星期後，幼海豹就會離母而去。剛離開母親身邊的幼海豹仍會留在浮冰上數星期，其白而濃密的乳毛在此時褪去，並日漸消瘦。這以後，牠們就有能力自行潛水覓食。環海豹的掠食者有虎鯨、格陵蘭鯊和北極熊。

## 保護
幼環海豹跟豎琴海豹的樣子很相似，亦因為如此，人們很喜歡為了取下牠們的毛皮而不惜獵殺牠們。由於環海豹盡是獨行之士，因此捕殺牠們比捕殺豎琴海豹還要難。雖是如此，但在1950年代開始，蘇聯的捕海豹商船每年獵殺的環海豹數目達6,500至23,000隻，主要是為了牠們的毛皮、油脂和肉。在1969年，蘇聯限制獵殺環海豹以後，環海豹的數量又得以回升。蘇聯解體以後，公海的捕海豹商船更全面停止了捕環海豹的活動，現時僅剩下零星的一些北太平洋拖船偶爾捕獵環海豹。因此，現時全球的環海豹數量又升至約250,000隻。